# Geopark Schelde Delta

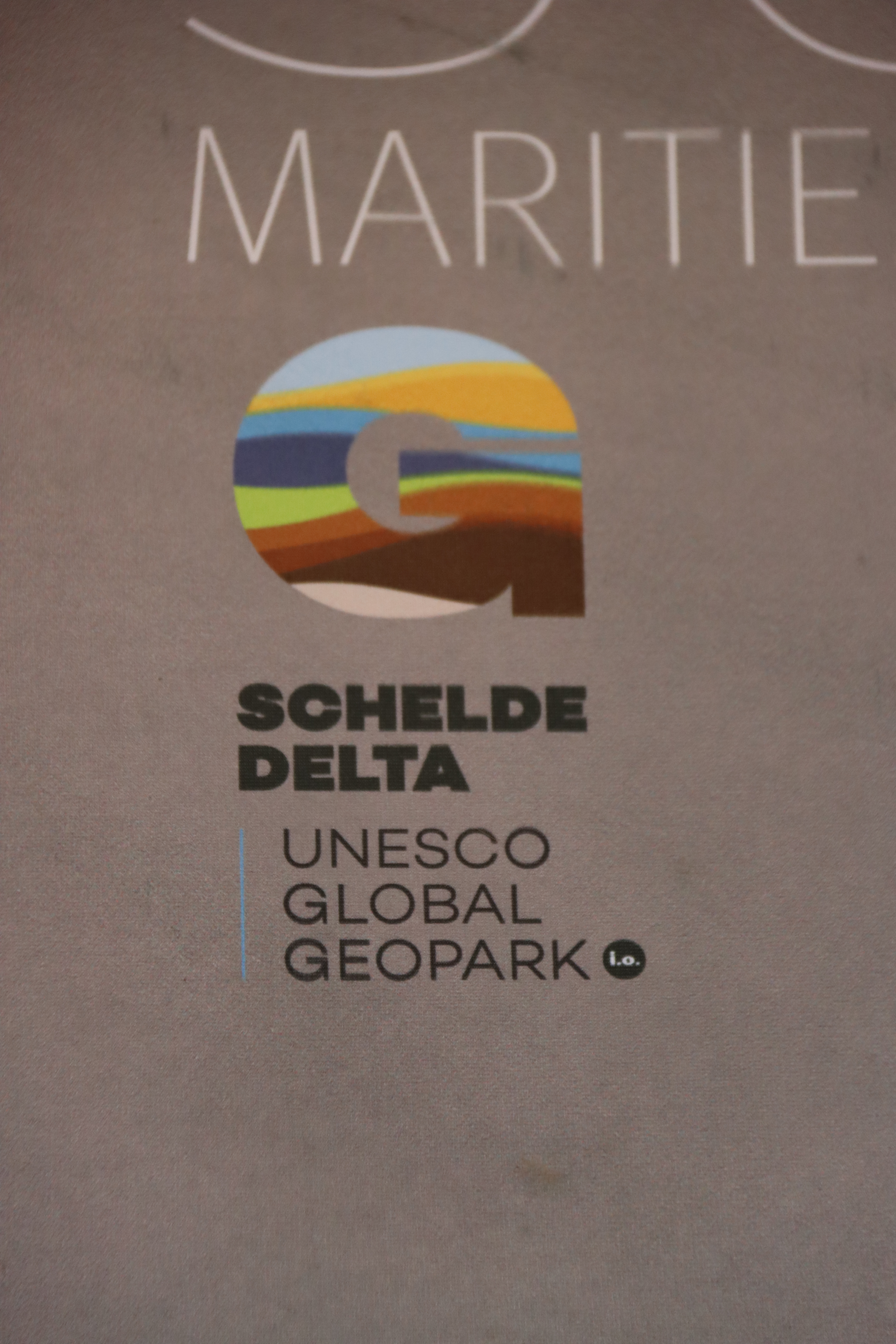

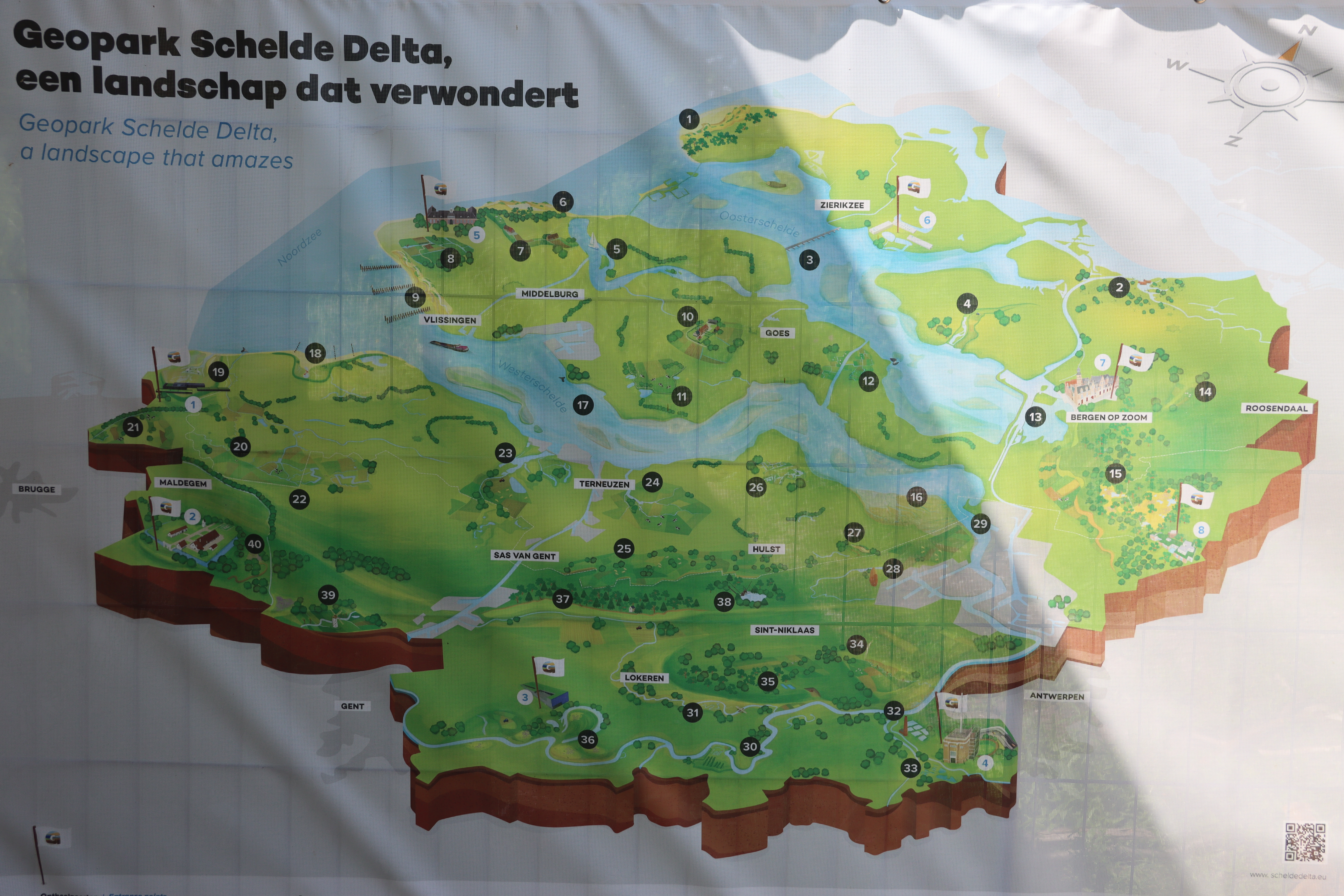

Het Geopark Schelde Delta is een door UNESCO erkend mondiaal geopark in België en Nederland in het estuarium van de Schelde. Het heeft een oppervlakte van 5500 km², omvat 63 gemeenten en werd erkend in maart 2024.   Het gebied omvat onder andere Nationaal Park Scheldevallei, Nationaal Park Oosterschelde, Westerschelde, Yerseke en Kapelse Moer, Zak van Zuid-Beveland, Grenspark Kalmthoutse Heide, Zwin, Durmevallei, Moervaartdepressie, Kop van Schouwen, Oranjezon, Manteling van Walcheren, Dintelse Gorzen, Meetjeslands krekengebied, Vallei van de Oude Kale, Grenspark Saeftinghe, Brabantse Wal, Braakman, Verdronken Zwarte Polder.